# يونكو
اليونكو (باليابانية: 四皇، بالروماجي:  Yonko) هم أشهر أربعة قراصنة وأقواهم في أنمي ون بيس، يوجدون في النصف الثاني من الجراند لاين ( المعروف بـ العالم الجديد )، ويمتلكون أراضي وجزراً وتحت أسمائهم وأعلامهم ويعتبرون من القوى الثلاث العظمى. يذكر أن بعد أحداث أرك جزيرة الكعك، أشارت المجلة الاقتصادية العالمية (باليابانية: 世界経済新聞، بالروماجي:  Sekai Keizai Shinbun) (بالإنجليزية: World Economy News Paper)‏ إلى مونكي دي لوفي باسم «الإمبراطور الخامس» بين يونكو.
| الاسم          | اللقب                   | معلومات | قوته |
| يونكو حالي     | يونكو حالي              | يونكو حالي | يونكو حالي |
| -------------- | ----------------------- | --- | --- |
| مونكي دي لوفي  | قبعة القش               | هو قائد طاقم قبعة القش وهو محب للاكل ويريد ان يصبح ملك القراصنه                                                                                 | يمتلك لوفي أنواع الهاكي الثلاثة: الهاكي الملكي وهاكي الملاحظة المُتقدم (رؤية جزء من المستقبل) وكذلك هاكي التسلح المتقدم (الريو. أكل فاكهة إسطورية نيكا مصنفة على أنها فاكهة أسطورية من نوع زون تسمح للشخص بالتحول إلى "ملك الشمس" الأسطوري نيكا (واكتساب سماته المطاطية) وتعتبر قوة فاكهته هي الخيال . |
| باجي           | المهرج باغي             | قرصان سابق لدى ملك القراصنه روجر وهو قائد الصليب واتباعه ميهوك وكروكودايل                                                                       | أكل فاكهة ولديه الهاكي التصلب |
| شانكس          | ذو الشعر الأحمر         | قرصان سابق لدى ملك القراصنة غول دي. روجر وهو الذي أعطى لوفي قبعة القش.                                                                          | يستخدم جميع انواع الهاكي. و صاحب هاكي ملكي أسطوري، تعادل مع أعظم سياف في العالم (ميهوك) وهو يونكو قديم أيضا . |
| مارشال دي تيتش | اللحية السوداء          | قرصان سابق لدى اليونكو اللحية البيضاء وحل مكانه، وهو الوحيد الذي أكل فاكهتي شيطان في القصة.                                                     | فاكهة الظلام وفاكهة الزلزال. |
| يونكو سابق     |                         | | |
| كايدو          | ملك الوحوش ذو المئة وحش | كان متدرب مبتدئ في قراصنة الروكس، وحاليا يمتلك أقوى جسد في عالم ون بيس، وصاحب لقب أقوى مخلوق في العالم.                                         | يمتلك فاكهة التنين ويمتلك هراوة ضخمة، ويستخدم الهاكي الملكي وهاكي التصلب، ومن أشهر ضرباته (رايمي هاكي) لكنه هزم على يد مونكي دي لوفي |
| شارلوت لينلين  | بيغ مام                 | عضوة سابقة في قراصنة الروكس وتعتبر كايدو الاخ الاصغر لها، امرأة كبيرة، جسدها عملاق ( أضخم من اللحية البيضاء )، ترتدي فستان وردي، وتحب الحلويات. | فاكهة الأرواح، هاكي التصلب، الهاكي الملكي والهوميز. |
| إدوارد نيوجيت  | اللحية البيضاء          | عضو سابق في قراصنة الروكس، صاحب لقب اقوى رجل في العالم (سابقاً) يونكو سابق قتل في معركة المارين فورد                                             | فاكهة الزلزال (سابقاً) والهاكي الملكي والتصلب والتنباء . |

 { ون بيس عمكم }